# Pont Ménard
Der Pont Ménard ist ein kleiner Fluss in Frankreich, der im Département Maine-et-Loire in der Region Pays de la Loire verläuft. Er entspringt beim Ort Le Louroux-Béconnais im Gemeindegebiet von Val d’Erdre-Auxence, entwässert generell Richtung Westnordwest und mündet nach rund 16 Kilometern im Gemeindegebiet von Candé als linker Nebenfluss in die Erdre. Knapp vor seiner Mündung nimmt der Pont Ménard noch seinen etwa acht Kilometer langen Zufluss Moiron von rechts auf, der in älteren Kartenwerken als Hauptfluss betrachtet wird und der Pont Ménard als sein Zufluss.

## Orte am Fluss
(Reihenfolge in Fließrichtung)
- Le Louroux-Béconnais, Gemeinde Val d’Erdre-Auxence
- La Mornais, Gemeinde Val d’Erdre-Auxence
- Les Forêtries, Gemeinde Val d’Erdre-Auxence
- Moiron, Gemeinde Val d’Erdre-Auxence
- La Giraudaie, Gemeinde Val d’Erdre-Auxence
- Saint-Gilles, Gemeinde Candé